# Kilfinane
Kilfinane is een plaats in het Ierse graafschap County Limerick. De plaats telt 750 inwoners.